# Єменська соціалістична партія
Єменська соціалістична партія (араб. الحزب الاشتراكي اليمني) — лівоцентристська політична партія в Ємені. Член Соціалістичного інтернаціоналу.

## Історія
Заснована у жовтні 1978 року. Була правлячою партією в Південному Ємені (до об'єднання в 1990 році) та сповідувала комуністичну ідеологію. Зараз це демократична соціалістична партія в єдиному Ємені.
З 2005 року головою партії є доктор Ясин Саїд Нуман.